# Memorial Ucraniano

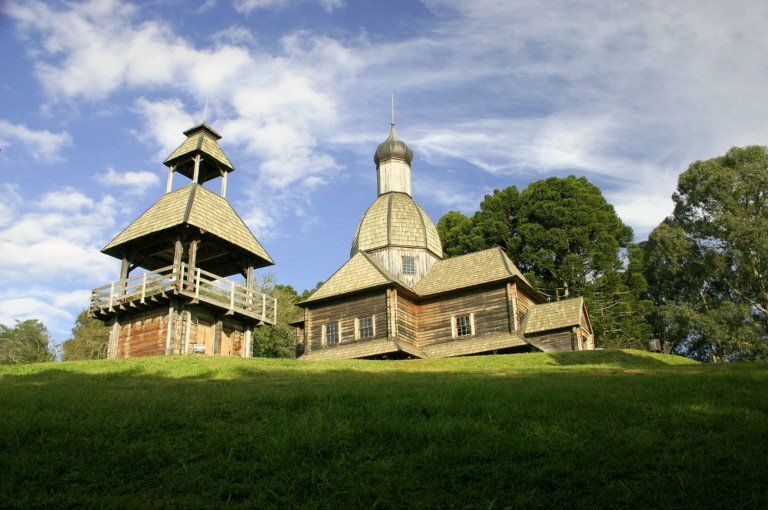
Réplica de la iglesia de São Miguel da Serra do Tigre (Mallet/Paraná).

El Memorial Ucraniano es un monumento erigido en homenaje a los inmigrantes ucranianos que se asentaron en el sur de Brasil en el siglo XIX. Fue inaugurado en 1995 y está ubicado en el Parque Tingüi, en Curitiba, capital del estado de Paraná.

## Construcciones típicas

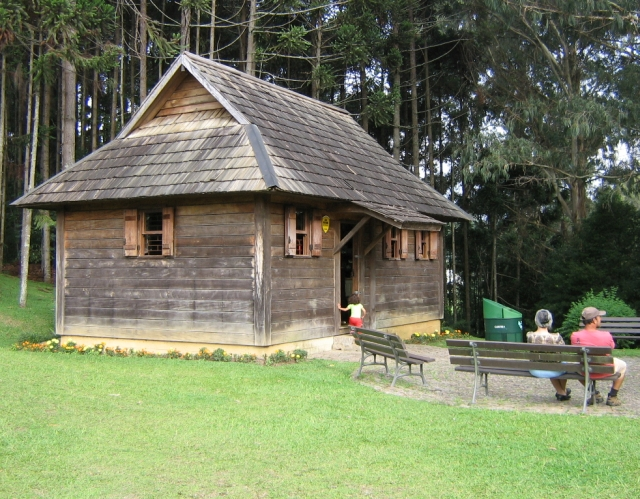
Reconstrucción de una casa típica de los inmigrantes ucranianos en Brasil.

Se construyeron en el lugar algunas réplicas de edificaciones que muestran el estilo típico de la arquitectura de los inmigrantes. La principal atracción es una réplica de la más antigua iglesia ucraniana de Brasil, la de São Miguel da Serra do Tigre, situada en la ciudad de Mallet, en el interior del estado de Paraná. Una exposición de pysanka, iconos religiosos y otros objetos relacionados con los inmigrantes está permanentemente abierta en el lugar y puede ser visitada gratuitamente.

## Pascua

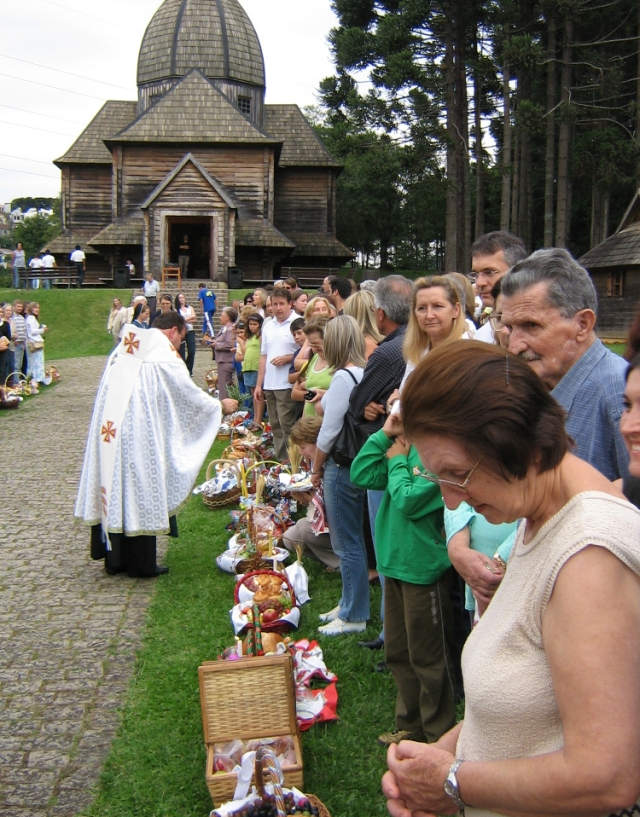
Ceremonia de bendición de los alimentos en la víspera de la Páscua de 2006.

En la víspera de la Pascua se celebra en el lugar la tradicional ceremonia de bendición de los alimentos.